# Fujisankei Communications International
Fujisankei Communications International, Inc. (FCI) är den amerikanska armen till Fujisankei Communications Group, ett japanskt mediakonglomerat av TV- och radiokanaler, tidnings-, tidnings-, skivor- och datorspelföretag. Fujisankei Communications Group samlar mer än 90 företag, bland annat Fuji TV i Japan. FCI grundades 1986 i New York City och ägs av Fuji Media Holdings, och tillverkar produkter från Fujisankei Communications Group till USA och resten av västvärlden.